# 興世書主
興世 書主（おきよ の ふみぬし）は、平安時代初期の貴族。名は文主とも記される。氏姓は吉田連、のち興世朝臣。内薬正・吉田古麻呂の子。官位は従四位下・治部大輔。

## 経歴
吉田氏（吉田連）は百済系渡来氏族。祖父・宜と父・古麻呂は共に侍医を務め、いずれも儒学にも長じており、多くの門徒がいたという。
平城朝では尾張少目・縫殿少允を歴任する。嵯峨朝に入り、内匠少允を経て、弘仁4年（813年）左兵衛権大尉に転じた後は、左衛門大尉兼検非違使尉、右近衛将監と武官を歴任する。弘仁7年（816年）外従五位下・織部正に叙任される。弘仁9年（818年）和泉守として地方官に転ずるが、名声が高かった。弘仁12年（821年）従五位下、弘仁14年（823年）従五位上・備前守に叙任。備前守としての統治により平安京へ向かう道路は清らかに治まっている様子であったという。また、嵯峨天皇からは寵遇を受け、進退に対して非常に気にかけられていたという。
天長4年（827年）左京亮に転任し、翌天長5年（828年）筑後守に任ぜられるが、病気を理由に赴任せず、天長8年（831年）左京亮に還任される。仁明朝の承和4年（837年）一族の高世らと共に興世朝臣姓への改姓を請い許される。その後、承和9年（842年）正五位下、承和14年（847年）従四位下と昇進し、この間に信濃守・木工頭を務めた。
文徳朝の嘉祥3年（850年）治部大輔に任ぜられたが、老いによる衰えを理由に山林の地に隠棲し、仏道に専念した。同年11月6日卒去。享年73。最終官位は従四位下治部大輔。

## 人物
恭しく謹み深い性格で、立ち居振る舞いに見るべきもがあった。儒学に長じる一方で、身軽で敏捷であり、跳躍力があり、水泳にも優れるなど、まるで武芸の士のようであった。和琴もよくし、大歌所の別当となり、節会では常に供奉した。また、新羅琴の名人であった沙良真熊に伝習して、その秘伝を会得したという。

## 官歴
『六国史』による。
- 延暦25年（806年） 日付不詳：尾張少目
- 大同4年（809年） 4月：縫殿少允
- 大同5年（810年） 正月：内匠少允
- 弘仁4年（813年） 5月：左兵衛権大尉
- 弘仁7年（816年） 2月：左衛門大尉兼検非違使
- 時期不詳：正六位下。右近衛将監
- 弘仁8年（817年） 正月7日：外従五位下。日付不詳：織部正
- 弘仁9年（818年） 正月：和泉守
- 弘仁12年（821年） 正月：従五位下
- 弘仁14年（823年） 正月7日：従五位上。日付不詳：備前守
- 天長4年（827年） 日付不詳：左京亮
- 天長5年（828年） 2月：筑後守
- 天長8年（831年） 2月：左京亮
- 承和元年（834年） 5月22日：見左京亮
- 承和4年（837年） 6月28日：吉田宿禰から興世朝臣に改姓
- 承和7年（840年） 正月30日：信濃守
- 承和9年（842年） 正月7日：正五位下
- 承和12年（845年） 8月7日：木工頭
- 承和14年（847年） 正月7日：従四位下
- 嘉祥3年（850年） 8月5日：治部大輔。11月6日：卒去（従四位下治部大輔）